# Caitríona Balfe
Caitríona Balfe /kəˈtriːnə ˈbælf/ (Dublin, 1979. október 4. –) ír színművész és modell.
Az Outlander – Az idegen című televíziósorozat női főszereplője.

## Élete és pályafutása
Dublinban született, és az északír határ közelében fekvő Tydavnet faluban, Monaghan megyében nőtt fel. A középiskola elvégzése után a Dublin Institute of Technology nevű egyetem zenei és drámaintézetében (Conservatory of Music and Drama) tanult színművészetet, amikor egy modellügynökség megkeresésére egy évre Párizsba költözött, ahol gyors sikert futott be manökenként és fotómodellként. 
Sikerei ellenére nem modellként, hanem színészként akart karriert befutni, ezért Los Angelesbe költözött, ahol nemsokára apróbb filmszerepeket kapott. Többek közt epizódszerepet játszott Az ördög Pradát visel és a Szemfényvesztők című filmben.

## Filmográfia

### Film
| Év   | Magyar cím            | Eredeti cím           | Szerep                                | Magyar hang     |
| ---- | --------------------- | --------------------- | ------------------------------------- | --------------- |
| 2006 | Az ördög Pradát visel | The Devil Wears Prada | alkalmazott (stáblistán nem szerepel) |                 |
| 2011 | Super 8               | Super 8               | Elizabeth Lamb                        | nem szólal meg  |
| 2012 |                       | Lost Angeles          | Veronique                             |                 |
| 2013 | Összetörve            | Crush                 | Andie                                 | Laudon Andrea   |
| 2013 | Szemfényvesztők       | Now You See Me        | Jasmine Tressler                      |                 |
| 2013 | Szupercella           | Escape Plan           | Jessica Miller                        | Kovács Patrícia |
| 2015 | A vágy ára            | The Price of Desire   | Gabrielle Bloch                       |                 |
| 2016 | Pénzes cápa           | Money Monster         | Diane Lester                          | Kovács Patrícia |
| 2019 | Az aszfalt királyai   | Ford v. Ferrari       | Mollie Miles                          | Zsigmond Tamara |
| 2021 | Belfast               | Belfast               | anya                                  | Földes Eszter   |
| 2024 |                       | The Cut               | Caitlin Harney                        |                 |
| 2025 | Az amatőr             | The Amateur           | Inkvilin / Davies                     | Grisnik Petra   |

Rövid- és dokumentumfilmek
- Picture Me (2009) – önmaga, filmproducer (dokumentumfilm)
- A Herculean Effort (2009) – Emily (rövidfilm)
- Lust Life (2011) – Aubrie (rövidfilm)
- The Wolf (2012) – Sally (rövidfilm)

### Televízió
| Év        | Magyar cím                            | Eredeti cím                         | Szerep                  | Megjegyzések                                |
| --------- | ------------------------------------- | ----------------------------------- | ----------------------- | ------------------------------------------- |
| 2010      |                                       | The Model Scouts                    | önmaga (mentor)         |                                             |
| 2012      |                                       | The Beauty Inside                   | Alex #34                | minisorozat (5 epizód)                      |
| 2012–2013 |                                       | H+: The Digital Series              | Breanna Sheehan         | főszereplő (7 epizód)                       |
| 2014–     | Outlander – Az idegen                 | Outlander                           | Claire Beauchamp Fraser | főszereplő                                  |
| 2019      | A Sötét Kristály – Az ellenállás kora | The Dark Crystal: Age of Resistance | Tavra (hangja)          | - 9 epizód - magyar hangja: - Csuha Borbála |
| 2019      |                                       | The Christmas Letter                | Ellie (hangja)          | tévéfilm                                    |
| 2020      | Angela karácsonyi kívánsága           | Angela's Christmas Wish             | Dorothy anyja (hangja)  | Netflix tévéfilm                            |

## Fordítás
- Ez a szócikk részben vagy egészben  a   Caitríona Balfe című angol Wikipédia-szócikk fordításán alapul.  Az eredeti cikk szerkesztőit annak laptörténete sorolja fel. Ez a jelzés csupán a megfogalmazás eredetét és a szerzői jogokat jelzi, nem szolgál a cikkben szereplő információk forrásmegjelöléseként.